# Koło podbiegunowe północne

Koło podbiegunowe północne

Koło podbiegunowe północne – koło podbiegunowe położone na półkuli północnej, wyznaczone przez równoleżnik o szerokości geograficznej zbliżonej do 66°33'N (dokładna lokalizacja jest zmienna w czasie; dostępny jest kalkulator obliczający aktualne położenie). Ogranicza obszar nazywany Arktyką. Jest oddalone od równika o tyle samo stopni, co koło podbiegunowe południowe.

## Położenie
Pozycja koła podbiegunowego nie jest stała i biegnie obecnie 66° 33′48″ na północ od równika. Jego szerokość geograficzna zależy od osiowego przechyłu Ziemi, który oscyluje w granicach ponad 2° w ciągu 41 000 lat, z powodu sił pływowych wynikających z orbity Księżyca. W rezultacie koło podbiegunowe dryfuje obecnie z prędkością około 15 m rocznie w kierunku północnym.

## Klimat
Klimat wewnątrz koła podbiegunowego jest zasadniczo zimny, ale obszary przybrzeżne Norwegii mają ogólnie łagodny klimat w wyniku wpływu ciepłego Prądu Zatokowego, co sprawia, że porty w północnej Norwegii i północno-zachodniej Rosji są wolne od lodu przez cały rok. Lata na obszarach koło podbiegunowego północnego mogą być dość ciepłe, ale zimy są wyjątkowo chłodne. Przykładowo letnie temperatury w Norylsku w Rosji czasami osiągają nawet 30 °C, podczas gdy temperatury zimowe często spadają poniżej -50 °C.

## Ludność
Tylko cztery miliony ludzi żyje na północ od koła podbiegunowego z powodu klimatu; niemniej jednak niektóre obszary zostały zasiedlone w ciągu tysięcy lat przez rdzenną ludność, która obecnie stanowi 10% populacji regionu. 
Największe społeczności na północ od koła podbiegunowego znajdują się w Rosji, Norwegii, Finlandii i Szwecji. Największym miastem na północ od koła podbiegunowego jest Murmańsk (ponad 300 tysięcy mieszkańców).
Natomiast największa społeczność Ameryki Północnej na północ od koła podbiegunowego to Sisimiut (Grenlandia), ma około 5 tysięcy mieszkańców.

## Państwa leżące częściowo za kołem podbiegunowym północnym
- Norwegia
- Szwecja
- Finlandia
- Rosja
- Stany Zjednoczone (Alaska)
- Kanada
- Dania (Grenlandia)
- Islandia (wyspa Grímsey)

## Galeria północnego koła podbiegunowego

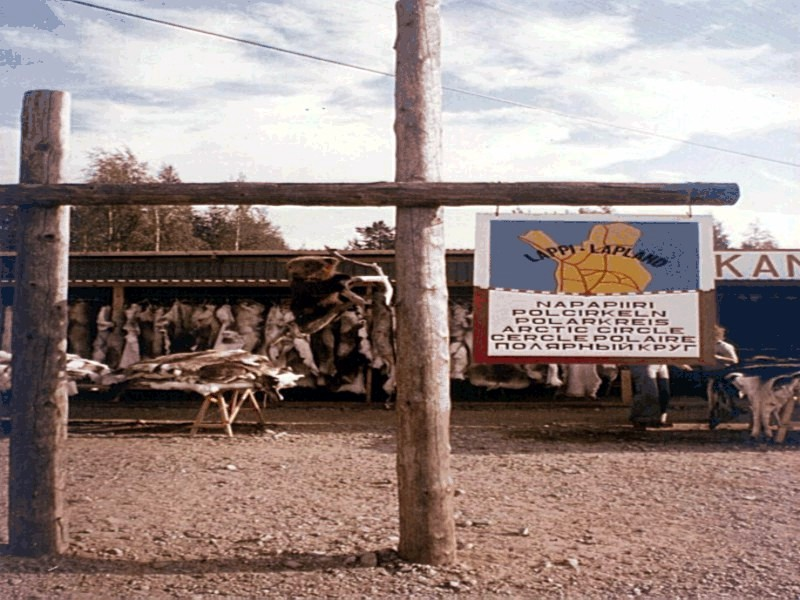
Koło polarne w okolicy Rovaniemi, Finlandia (1975)
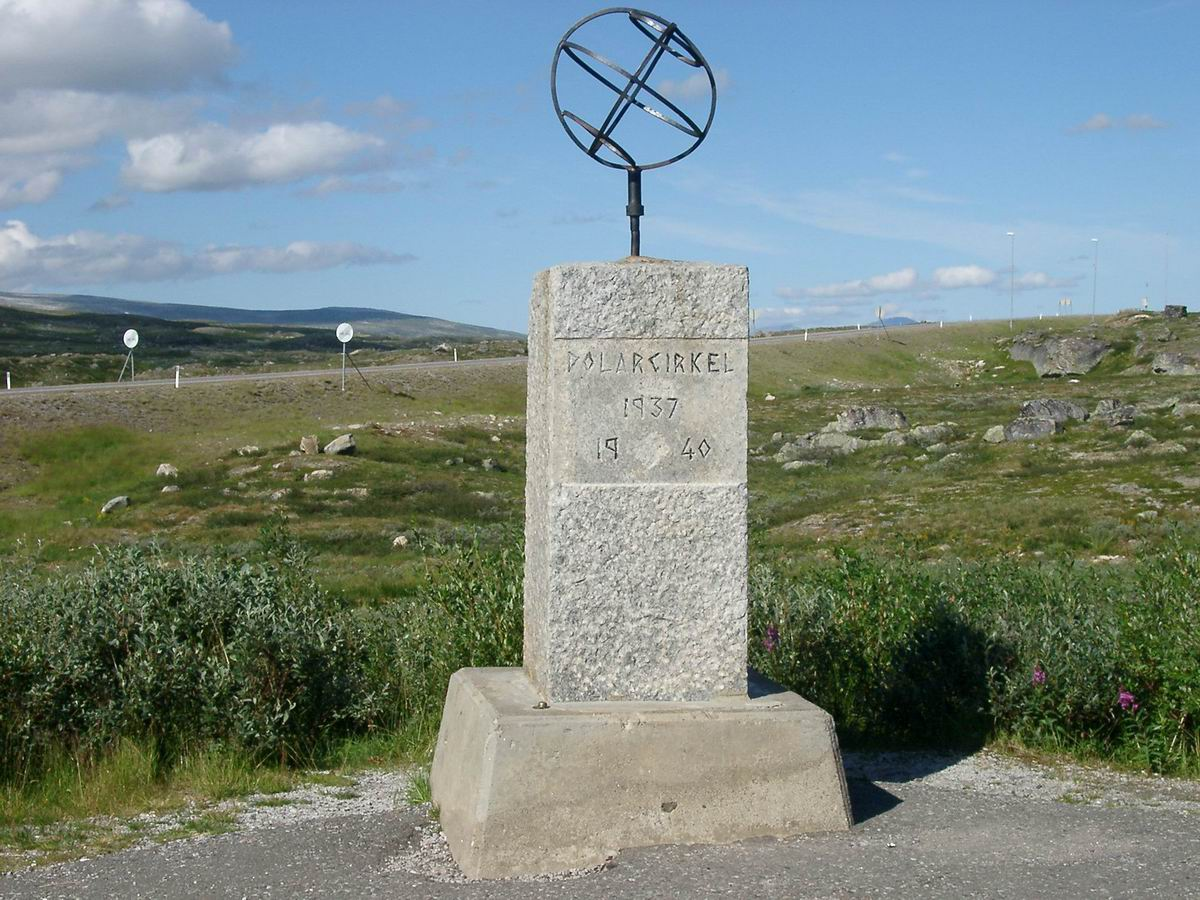
Koło polarne w Norwegii między Mo i Rana a Fauske
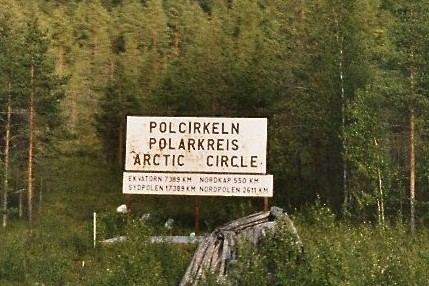
Koło polarne w Erzbahn, Szwecja
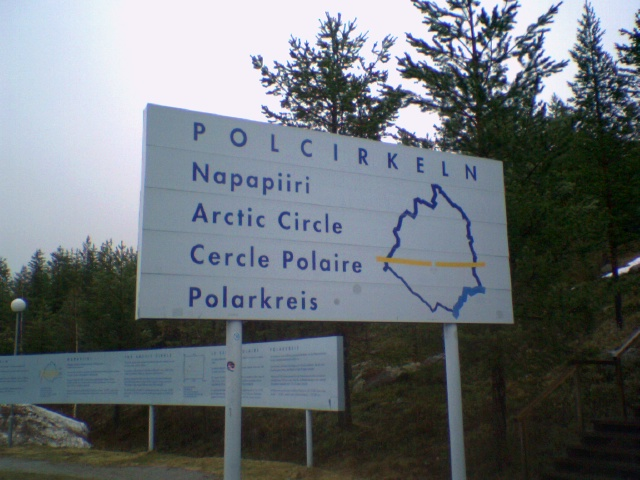
Koło polarne w Jokkmokk, Szwecja
Koło polarne przy E8 w Juoksenki, Finlandia
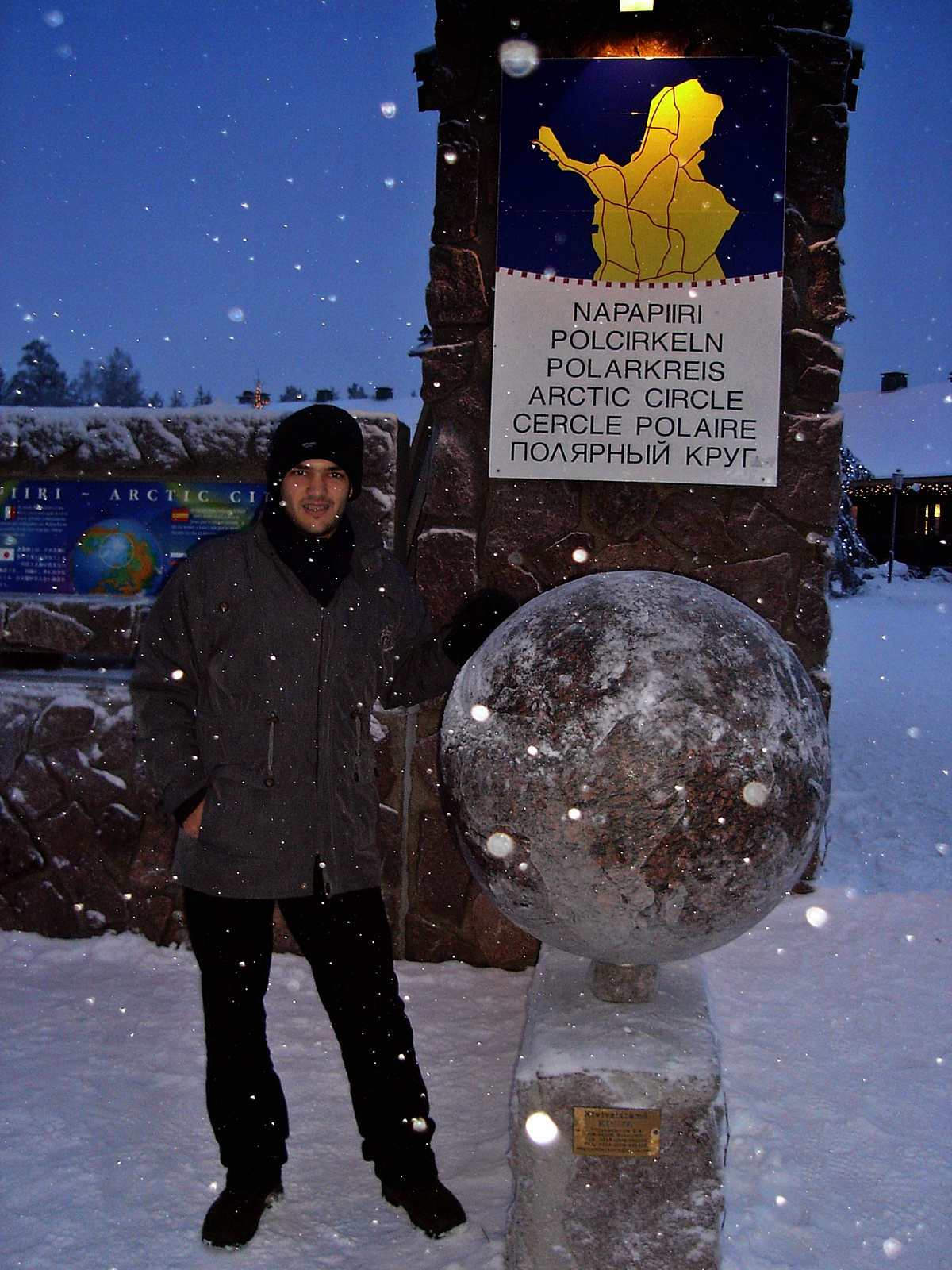
Wioska Świętego Mikołaja
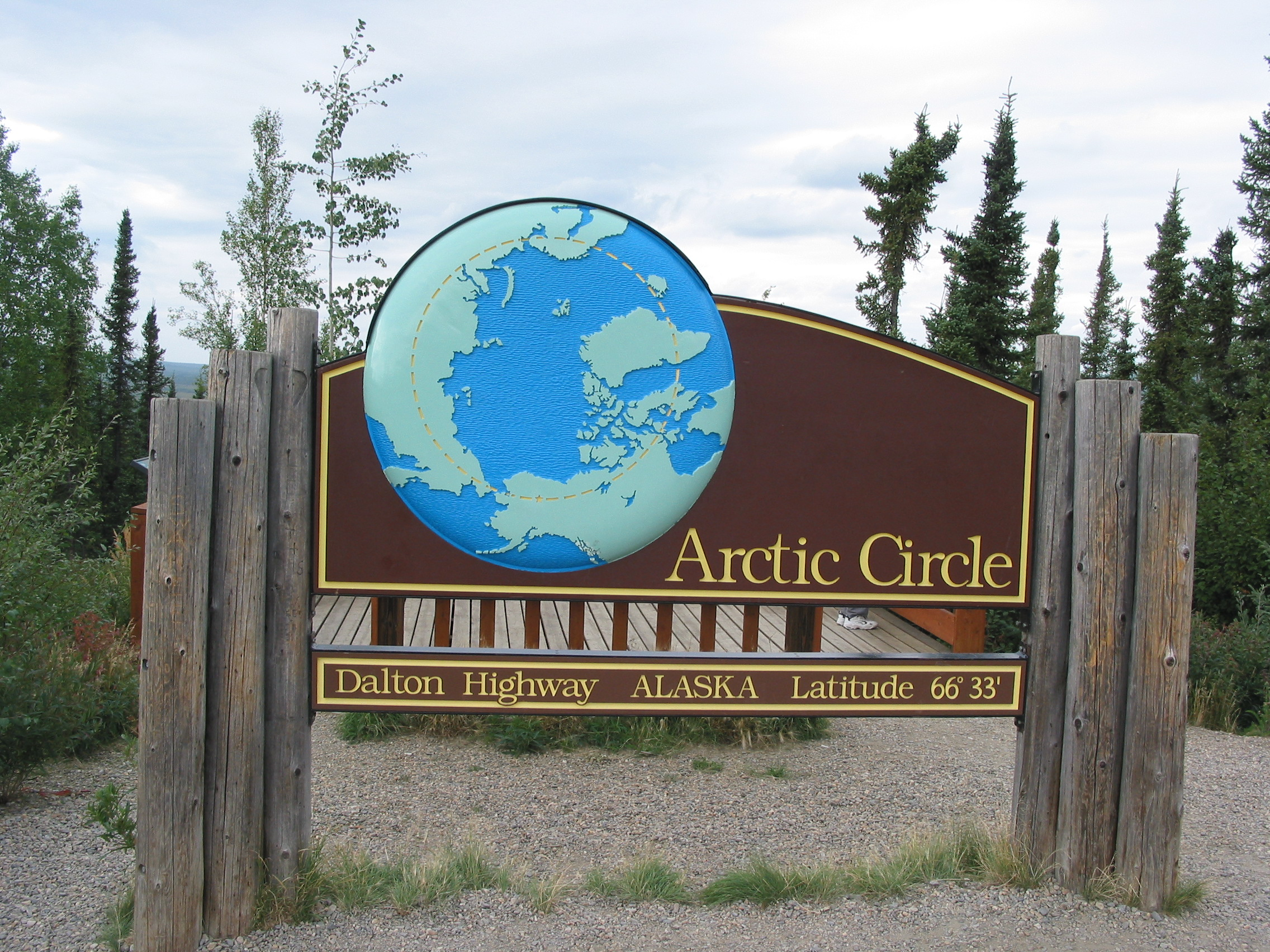
Koło polarne przy drodze Dalton Highway, Alaska
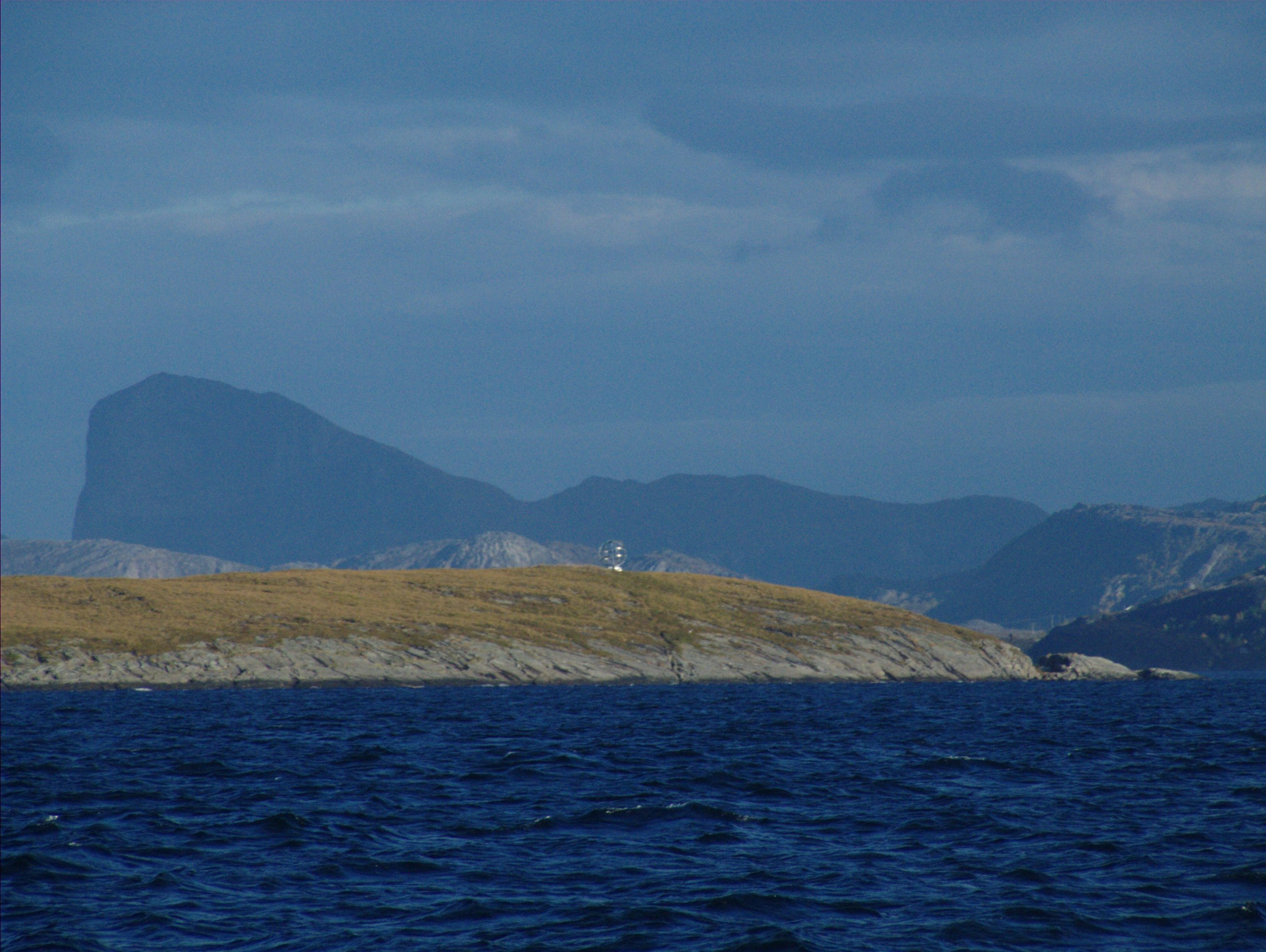
Globus znaczący koło polarne na wyspie Vikingen w Norwegii